# Crunk Juice
Crunk Juice è il quinto album in studio del rapper statunitense Lil Jon, il cui titolo deriva dal sottogenere da lui inventato, il crunk.
Crunk Juice è uscito in tre versioni, la prima in versione "clean lyrics" la seconda in "explicit lyrics" e la terza edizione è un'edizione limitata in tre dischi, successivamente il disco verrà mixato dal noto DJ Michael "5000" Watts della Swisha House. 
Il brano Stop Fuckin' Wit Me contiene due campionamenti di Mandatory Suicide e Raining Blood del gruppo musicale thrash metal Slayer.

## Tracce

### CD1
| #  | Titolo                               | Compositore\i                                                                                | Produttore\i                         | Collaboratore\i                           | Durata | Campionamento\i                                |
| -- | ------------------------------------ | -------------------------------------------------------------------------------------------- | ------------------------------------ | ----------------------------------------- | ------ | ---------------------------------------------- |
| 1  | "Crunk Juice"                        | C.P. Love, J. Smith                                                                          | Lil Jon                              | -                                         | 0:56   | -                                              |
| 2  | "Get Crunk"                          | Chuck Leonard, J. Lewis, J. Smith                                                            | Lil Jay                              | Bo Hagon                                  | 4:17   | -                                              |
| 3  | "What U Gon' Do"                     | D. Richardson, J. Smith, S. Norris                                                           | Lil Jon                              | Lil Scrappy                               | 5:20   | -                                              |
| 4  | "Real Nigga Roll Call"               | J. Smith, O.B. Jackson, R. McDowell, S. Norris                                               | Lil Jon                              | Ice Cube                                  | 5:17   | -                                              |
| 5  | "Bo Hagon's Phone Call (Skit)"       | -                                                                                            | -                                    | -                                         | 1:21   | -                                              |
| 6  | "Da Blow"                            | C. Gordon, J. Smith, L. Mitchell, P. Glass, S. Norris, W. Neal                               | Young Snipe                          | Gangsta Boo                               | 5:59   | -                                              |
| 7  | "Contract"                           | C.P. Love, D. Prince, J. Smith, J. Glaze, L. Edwards, P. Alexander, S. Norris                | Lil Jon                              | Trillville, Jazze Pha & Pimpin' Ken       | 5:53   | -                                              |
| 8  | "E40 Choppin' (Skit)"                | -                                                                                            | -                                    | -                                         | 0:41   | -                                              |
| 9  | "White Meat"                         | C.P. Love, J. Smith, M. Goodwin, P. Smith, S. Norris                                         | Lil Jon                              | 8 Ball & MJG                              | 4:47   | -                                              |
| 10 | "Stop Fuckin' Wit Me"                | J. Smith, J. Hanneman, K. King, R. Rubin, T. Araya                                           | Rick Rubin                           | -                                         | 5:58   | "Mandatory Suicide"; "Raining Blood" by Slayer |
| 11 | "Chris Rock Let's Be Friends (Skit)" | -                                                                                            | -                                    | -                                         | 0:09   | -                                              |
| 12 | "Lovers & Friends"                   | C. Bridges, J. Smith, M. Sterling, U. Raymond                                                | Lil Jon                              | Usher & Ludacris                          | 4:20   | "Lovers and Friends" by Michael Sterling       |
| 13 | "One Night Stand"                    | C. Evans, C.P. Love, J. Smith, L. Linn, LaMarquis Mark Jefferson, S. Norris, T. Sanders      | Lil Jon                              | Oobie                                     | 4:33   | -                                              |
| 14 | "Aww Skeet Skeet"                    | B. Harley, J. Smith, K. Clagon, R. Brown                                                     | DJ Flexx Co-produced by Scotty Beats | DJ Flexx                                  | 4:45   | -                                              |
| 15 | "Chris Rock In Da Club (Skit)"       | -                                                                                            | -                                    | -                                         | 0:27   | -                                              |
| 16 | "In Da Club"                         | B. Harley, J. Smith, K. Clagon, R. Brown                                                     | Lil Jon                              | R. Kelly & Ludacris                       | 4:30   | -                                              |
| 17 | "Bitches Ain't Shit"                 | C. Broadus, D. Walker, J. Smith, N. Hale, T. Sanders                                         | Lil Jon                              | Nate Dogg, Suga Free, Snoop Dogg, & Oobie | 4:36   | -                                              |
| 18 | "Chris Rock Get Lower (Skit)"        | -                                                                                            | -                                    | -                                         | 0:33   | -                                              |
| 19 | "Stick That Thang Out (Skeezer)"     | C. Hugo, D. Holmes, E. Jackson, J. Smith, P. Williams                                        | The Neptunes                         | Ying Yang Twins & Pharrell                | 3:55   | -                                              |
| 20 | "Grand Finale"                       | B. Freeman, C. Harris, C.P. Love, J. Smith, LaMarquis Mark Jefferson, N. Jones, O.B. Jackson | Lil Jon                              | Bun B, Jadakiss, Nas, T.I. & Ice Cube     | 6:48   | -                                              |

### CD2 [Bonus Remix Disc]
| #  | Titolo                              | Compositore\i | Produttore\i          | Collaboratore\i                  | Durata |
| -- | ----------------------------------- | --- | --------------------- | -------------------------------- | ------ |
| 1  | "Vivica A. Fox"                     | - | -                     | Vivica A. Fox                    | 0:19   |
| 2  | "What You Gon' Do [Jamaica Remix]"  | J. Smith, M. Hall, O. Bryan, S. Norris                                                                                | Lil Jon               | Elephant Man & Lady Saw          | 5:48   |
| 3  | "What You Gon' Do [Latino Remix]"   | A. Perez, J. Smith, S. Norris                                                                                         | Lil Jon               | Pitbull & Daddy Yankee           | 5:09   |
| 4  | "Lean Back] [Remix]"                | J. Smith, J. Cartagena, M. Betha, M. Mathers, R. Smith, S. Storch                                                     | Lil Jon, Scott Storch | Terror Squad, Ma$e & Eminem      | 4:14   |
| 5  | "Let's Go [Remix]"                  | C. Young, C.C. Mitchell, J. Smith, M. Young                                                                           | Lil Jon               | Trick Daddy & Twista             | 3:24   |
| 6  | "Ménage Á Trois"                    | - | -                     | Bo Hagon                         | 2:49   |
| 7  | "Gasolina [Dj Buddha Remix]"        | A. Perez, Barrio Fino, Daddy Yankee, J. Smith, R. Ayala, V. Santiago                                                  | Dj Buddha             | Daddy Yankee, Pitbull & N.O.R.E. | 4:44   |
| 8  | "Chris Rock Crunk Rock"             | - | -                     | Chris Rock                       | 0:24   |
| 9  | "Roll Call [Crunk Rock Remix]"      | C.P. Love, D. Jenifer, G. Miller, J. Smith, LaMarquis Mark Jefferson, O.B. Jackson, P. Hudson, R. McDowell, S. Norris | Lil Jon               | Ice Cube                         | 5:10   |
| 10 | "Roll Call [Bad Brains Band Remix]" | D. Jenifer, G. Miller, J. Smith, O.B. Jackson, P. Hudson, R. McDowell, S. Norris                                      | Lil Jon, Bad Brains   | Ice Cube & Bad Brains            | 5:08   |

### Tracce [DVD]
| # | Titolo                                | Supporto |
| - | ------------------------------------- | -------- |
| 1 | "2004 MTV Video Music Awards Footage" | DVD      |
| 2 | "2004 MTV Movie Awards Footage"       | DVD      |
| 3 | "2004 Bet Awards Footage"             | DVD      |
| 4 | "Bet's How I'm Living Footage"        | DVD      |
| 5 | "The Making of Crunk Juice"           | DVD      |

## Credits[3]
- Executive Producers: Jonathan "Lil Jon" Smith, Bryan Leach, Rob McDowell, Emperor Searcy, Vince Phillips
- Producers: Rick Rubin, Jonathan "Lil Jon" Smith, DJ Flexx, The Neptunes, Scotty Beats, Lil Jay
- Engineers: Chris Steinmetz, DJ Flexx, Josh Butler, Andrew Coleman, Abel Garibaldi, Wassim Zreik, Ian Mereness, Mark Vinten, Chris Carmouche, Jason Lader, Brian Sumner, Gary Fly Assistant, Stephen Georgiafandis, Paolo Sheehy, John Frye
- Assistant engineers: Warren Bletcher
- Mixing: Jonathan "Lil Jon" Smith, Andrew Scheps, Scotty Beats, Jason Lader, John Frye
- Mixing Assistants: Warren Bletcher, Gary Fly Assistant
- Performers: Lil Jon & the East Side Boyz, Bo Hagon, Lil Scrappy, Ice Cube, Gangsta Boo, Trillville, Jazze Pha, Pimpin' Ken, 8Ball & MJG, Usher, Ludacris, Oobie, DJ Flexx, R. Kelly, Nate Dogg, Suga Free, Snoop Dogg, Ying Yang Twins, Pharrell, Bun B, Jadakiss, Nas, T.I., Elephant Man, Lady Saw, Pitbull, Daddy Yankee, Terror Squad, Ma$e, Eminem, Trick Daddy, Twista, N.O.R.E., Bad Brains
- Guitars: Craig Love
- Keyboards: L-Roc
- Bass: LaMarquis Mark Jefferson
- Design: Benjamin Wheelock
- Photography: Michael Blackwell

## Critica
| Recensione su   | Giudizio |
| --------------- | -------- |
| All Music Guide | link     |
| Rolling Stone   | link     |